# Bucle for
El bucle for es una estructura de control en programación en la que se puede indicar de antemano el número máximo de iteraciones

## Elementos del bucle
| {\displaystyle {\color {Sepia}{\mathit {para}}}\;{\color {OliveGreen}{\mathit {i}}}\;{\color {BlueViolet}{\mathit {\gets }}}\;{\color {OliveGreen}{\mathit {x}}}\;{\color {Sepia}{\mathit {hasta}}}\;{\color {OliveGreen}{\mathit {n}}}\;{\color {Sepia}{\mathit {a\;incrementos\;de}}}\;{\color {OliveGreen}{\mathit {s}}}\;{\color {Sepia}{\mathit {hacer}}}} {\displaystyle {\color {BlueViolet}{\mathit {instrucciones}}}} {\displaystyle {\color {Sepia}{\mathit {fin\;para}}}} |

- Variable de control: prácticamente un mandato impuesto por el uso habitual es utilizar la letra i Iterador como variable de control, o bien sus sucesoras en caso de bucles anidados. El uso de esta letra críptica quizás a primera vista es sin embargo una excelente forma de aportar agilidad de lectura al código por su uso tan extensivo. Como raras veces los bucles anidados superan las tres dimensiones (por una sencilla cuestión de explosión exponencial), las letras i, j y k suelen ser las únicas relacionadas con este uso. En C se define en el primer parámetro de la instrucción junto con la inicialización (opcional).

- Inicialización de la variable de control: en pseudolenguaje se pide explicitarlo (es la sección := ValorInicial), sin embargo, otros lenguajes más permisivos como C no lo requieren de forma obligatoria. De todos modos, la práctica de utilizar variables de control que no se inicializan en el bucle no es recomendada para la legibilidad del código. En C se define en el primer parámetro del bucle junto con la variable de control.

- Condición de control: en pseudolenguaje se ve representado por el valor final que puede tomar la variable de control (la sección A ValorFinal). En C es el segundo parámetro y puede ser cualquier condición (ni siquiera es obligación que esté la variable de control, aunque una vez más, esto no se considera una buena práctica).

- Incremento: en pseudolenguaje se toma por defecto el valor 1, aunque puede explicitarse por medio de la sentencia PASO = ValorPaso cualquier número entero (léase bien entero, o sea que técnicamente podemos decrementar). En C es el último parámetro.

- Cuerpo: es lo que se hará en cada iteración, pueden ser una o más instrucciones. En pseudolenguaje pesa la restricción de no poder alterar el valor de la variable de control; esto no es requerido en C, pero no se considera una buena práctica.

## Usos
Su uso principal se orienta a los vectores, pudiendo modificar, agregar, eliminar o consultar datos que se encuentren según el índice. Por esto último, una condición mínima del vector es que debe ser ordenado, porque si se intenta leer un dato inexistente, esto genera un error de programación.

## En pseudolenguaje
La principal diferencia de un bucle PARA con respecto a los bucles MIENTRAS Y REPETIR, es que puede determinarse al comienzo del bucle cuántas veces se iterará el mismo, lo cual muchas veces puede redundar en una optimización del código por parte de los compiladores.
Los condicionales constituyen junto con los bucles los pilares de la programación estructurada, y su uso es una evolución de una sentencia de lenguaje ensamblador que ejecutaba la siguiente línea o no en función del valor de una condición.
El bucle PARA se ha convertido en el bucle más ampliamente utilizado en la programación, ya que con la evolución de los lenguajes la mayoría de las condiciones de fin 

Es lo mismo decir:
```
PARA i=0 a CantidadRegistros(tabla) - 1, PASO = 1
 PróximoRegistro(tabla)
 HacerAlgo(ElementoActual(tabla))
FIN PARA
```

Otro uso común es utilizar los bucles PARA para recorrer vectores de dos o más dimensiones, en cuyo caso se anidan estas iteraciones.
PSEUDOLENGUAJE
```
Vector a[3][4][2]. // Estamos indicando un vector de 3 dimensiones y 24 elementos en total.
PARA i:= 0 A 2 HACER
  PARA j:= 0 A 3 HACER
    PARA k:= 0 A 1 HACER
      HacerAlgo(a[i][j][k])
    FIN PARA
  FIN PARA
FIN PARA
```

## Ejemplo enpseudocódigo
For VariableControl := ValorInicial A ValorFinal, PASO = Incremento 
```
  Instrucciones
FIN For
```

donde VariableControl, ValorInicial, ValorFinal y Paso son enteros. La(s) instrucción(es) del cuerpo se ejecutará(n) (ValorFinal - ValorInicial + 1) veces, o sea que va desde ValorInicial a ValorFinal inclusive.

## Ejemplo en C++
```
#include <iostream>
#include <conio.h>
using namespace std;

int main(){
   int vector[10];
   for(int i=0; i<10; i++){
      vector[i] = i;
      cout<< i<<endl;
   }  
   system ("PAUSE"); 
   return 0;
}
```

En la definición del for, tenemos que la variable de control i se inicializa en un valor 0, luego se entrega la condición de control que debe ser falsa durante su ejecución, para completar el ciclo; y por último, tenemos el incrementador en una unidad.
Si por ejemplo en la condición colocamos i < 11, entonces el ciclo for se ejecutará desde [0...10], lo cual, al intentar acceder al elemento vector[10], esto generará error, ya que el vector (por definición) va desde [0..(n-1)].
Cualquiera de los componentes en el paréntesis se puede omitir, pero los separadores punto y coma deben aparecer siempre. El resultado es un bucle infinito.

## Ejemplo anterior escrito enléxico
```
tarea
{
los objetos vector[10], i son cantidades
variando i desde 0 hasta 9 haga
         copie i en vector[i]
}
```

## Bucle Por Cada (For Each)
Este bucle es una evolución del concepto del bucle Para en algunos lenguajes. Se utiliza para recorrer estructuras repetitivas de datos de forma más simple y ágil. El bucle For Each puede describirse genéricamente (en pseudolenguaje) de la siguiente manera:
```
POR CADA elemento DE tipo EN conjunto HACER
  Cuerpo
FIN FOR EACH

```

- Elemento: es el nombre de la variable u objeto que toma el elemento iterado en el cuerpo del bucle.
- Tipo de Dato: es el tipo de variable o la clase a la que pertenece el objeto que se quiere iterar.
- Conjunto: es la estructura de datos que se quiere iterar. El uso más típico es con vectores o -en programación orientada a objetos- clases del tipo Colección.
- Cuerpo: es lo que se hará en cada iteración, pueden ser una o más instrucciones. Si bien no se impone una obligación al respecto, lo más común es que en este Cuerpo exista alguna operación sobre el elemento iterado.

Una de las características importantes que se pueden aprovechar de las computadoras es precisamente su capacidad de repetir la ejecución de secuencias de instrucciones a una gran velocidad y con alto grado de confiabilidad. Para estos fines, precisamente se definen en los lenguajes de programación las estructuras de control iterativas. El objetivo de estas estructuras es permitir la expresión de la repetición de una secuencia de instrucciones, a estas estructuras se les denomina ciclo, lazo o bucle.
Sumario
1 Estructuras de Control Iterativas
2 La instrucción while
3 La instrucción do/while
4 La estructura de control for
5 Caso de Estudio
5.1 MCD()
5.2 CantDigitos()
5.3 Factorial()
6 Ciclos Anidados
7 Fuentes
Estructuras de Control Iterativas
En la vida diaria existen situaciones que frecuentemente se resuelven realizando una determinada secuencia de pasos que puede repetirse muchas veces, ejemplo:
El proceso que seguimos para comer, mientras no se termine la comida.
El proceso de insertar monedas, hasta que se abone la cantidad necesaria.
Las operaciones que realizamos para llamar por teléfono, mientras no se logre la comunicación.
Como se puede observar estos son algoritmos que se hacen cotidianamente, pero tienen la particularidad de que la ejecución de alguno de sus pasos puede repetirse muchas veces, mientras no se logre la meta trazada. A este tipo de algoritmo se le conoce como algoritmos iterativos o repetitivos. En C#, las instrucciones while, do/while, y for, permiten ejecutar iteraciones, bucles o ciclos. En cada caso se ejecuta un bloque de instrucciones mientras la condición que se evalúa tome valor verdadero. Se resalta que cualquiera de las 3 instrucciones cumple con el mismo objetivo que es el de ejecutar una secuencia de pasos, más de una vez.
La instrucción while
La instrucción while tiene la siguiente sintaxis:
InstruccionWhile.JPG
La semántica de la instrucción es la siguiente:
<condición>. Está representada por una expresión booleana y mientras se cumpla se ejecutará el ciclo.
[Bloque de Instrucciones] El bloque de instrucciones puede estar formado por una o varias instrucciones y es el conjunto de pasos que se van ejecutar en cada iteración del ciclo.
Para una mayor comprensión se muestra su representación en un diagrama de actividad.
DiagramaWhile.JPG
Esta estructura de control permite repetir o iterar el [Bloque de Instrucciones] mientras la condición sea verdadera o dicho de otra manera, estas iteraciones terminarán cuando la condición sea falsa y entonces se podrá ejecutar la siguiente instrucción después del while.
Es válido señalar que en esta instrucción la condición se evalúa al inicio del ciclo por lo que si la primera vez que se evalúa la condición esta es falsa, el ciclo no llegará a realizarse.
La instrucción do/while
La estructura de control do/while es otra sentencia de iteración en la que la condición se evalúa por primera vez una vez que se haya ejecutado el [Bloque de Instrucciones] y tienen la siguiente sintaxis:
InstruccionDoWhile.JPG
Su semántica es la misma que la de la instrucción while y su representación en un diagrama de actividad es la siguiente:
DiagramaDoWhile.JPG
En esta estructura repetitiva el bloque de instrucciones siempre se ejecuta al menos una vez pues la condición se evalúa al final. Una vez realizada la evaluación si el resultado es true, se vuelve a ejecutar el [Bloque de Instrucciones], en caso contrario se ejecutan las instrucciones que sigan a continuación saliendo del ciclo. La funcionalidad de este método será la misma que en el ejemplo con while. La única diferencia es la forma en que se controla el bucle. En la práctica, verá que la instrucción while se utiliza más a menudo que la instrucción do – while. El elegir una instrucción en lugar de la otra es una elección personal. Un aspecto muy importante a tener presente en los ciclos condicionales es la necesidad de contemplar dentro del bloque de instrucciones al menos una que, de alguna manera, altere –en algún momento- el resultado de la expresión booleana. La explicación sencillamente está dada por el hecho que de no existir esta instrucción una vez entrada al ciclo este nunca terminaría por lo que se caería en un ciclo infinito.
La estructura de control for
Los procesos iterativos que se han visto hasta ahora terminan por una condición. En muchas situaciones las iteraciones se realizan un número determinado de veces, muchos autores les llaman ciclos por conteo pues se conoce de antemano cuántas veces se hará el proceso que se repite. En este tipo de iteración, siempre se necesita una variable que lleve el control de las veces que se repite el proceso por esto se les conoce también como ciclos con variable de control. Uno de los ciclos más conocidos y usados en la mayoría de los lenguajes de programación es el de la instrucción for que suele estar controlado por un contador o variable de control y tiene la siguiente sintaxis:
InstruccionFor.JPG
La semántica de la instrucción es la siguiente:
<instrucciones 1>. Se ejecutará una sola vez al inicio del ciclo, generalmente se realizan inicializaciones y declaraciones de variables puesto que como se dijo con anterioridad, esta solo se ejecuta una vez. En caso de que se quiera realizar o ejecutar más de una instrucción en este momento, dichas instrucciones se deben separar por comas (“,”).
<expresión>. Es evaluada en cada iteración y en dependencia del valor que devuelva, dependerá que el ciclo continúe ejecutándose (valor de la expresión true) o no (false). Destacar que de no colocarse nada en esta parte, el ciclo tomará como true el valor de la expresión por lo que en principio, el ciclo puede estar repitiéndose infinitamente.
<instrucciones 2>. Es ejecutado siempre en cada ciclo al terminar de ejecutar todas las instrucciones que pertenecen al bucle for en cuestión. Por lo general puede contener alguna actualización para las variables de control. Análogamente a <instrucciones 1> en caso de querer ejecutar en este momento más de una instrucción se deben separar por comas.
Observe que es obligatorio para separar cada término que compone la instrucción for utilizar un punto y coma (;) de lo contrario el compilador mostrará un error de tipo semántico. Reiterar que la <instrucción 1> se ejecuta una sola vez al comienzo, que la <instrucción 2> es la que generalmente se utiliza para modificar la variable de control aunque en el ciclo esta puede modificarse también, y que <expresión>, es la que garantiza la finitud del ciclo, el for se estará ejecutando siempre y cuando <expresión> sea evaluada y tome valor true.